# Аделаїда (аеропорт)
Міжнародний аеропо́рт Аделаїда (англ. Adelaide Airport) — міжнародний аеропорт міста Аделаїда в Південній Австралії. Розташований в передмісті Вест-Біч приблизно за 8 км від центру міста. Хоча фактичним власником аеропорту є федеральний уряд, його оператор — незалежна структура ТОВ «Аеропорт Аделаїда» (AAL). Аеропорт займає четверте місце по внутрішньому і шосте місце з міжнародного пасажиропотоку в Австралії, обслуговуючи більше 5,8 мільйонів пасажирів на рік.
Аеропорт відкрився 16 лютого 1955,  як заміна застарілого аеропорту Перефілд. Споруди аеропорту були розташовані на території колишніх ринків і болотистих місцевостей Патавалонгі. Сьогодні пасажирські авіаперевезення здійснюються з суміщеного внутрішнього/міжнародного терміналу, відкритого у 2005 році.
Аеропорт є хобам для авіакомпаній: Квентес і Тігер Ейрвейс Австралія.

## Історія
Першим міським аеропортом був аеродром, збудований в 1921 році на території 24 гектара в передмісті Аделаїди Гендон. Цей невеликий аеродром дозволяв здійснювати поштове сполучення між Аделаїдою і Сіднеєм. Щоб задовольнити зростаючі потреби міста в авіаперевезеннях, у 1927 році був побудований аеропорт Перефілд. До 1947 року, аеропорт практично перестав справлятися з транспортними потребами міста, і влади вибрали місце для будівництва нового аеропорту в передмісті Вест-Торрентс (нині Вест-Біч). Почалося будівництво, і перші рейси новий аеропорт прийняв у 1954 році.
У прибудові до одного з великих ангарів був розташований пасажирський термінал, потім Федеральний уряд виділив кошти для будівництва тимчасової будівлі.  Регулярне міжнародне авіасполучення було організовано у 1982 році з будівництвом міжнародного терміналу. У 2005 році новий будинок загальною вартістю 260 мільйонів доларів США замінило і старий тимчасовий термінал внутрішніх ліній, і міжнародний термінал.
У жовтні 2006 року, новий будинок аеропорту було названо Столичним аеропортом року і отримало приз Австралійської авіаційної галузі в Кернсі. У березні 2007 року, аеропорт Аделаїди зайняв друге місце в світовому рейтингу аеропортів Міжнародної ради аеропортів (МРА) у групі з пропускною здатністю 5-15 мільйонів пасажирів на рік.

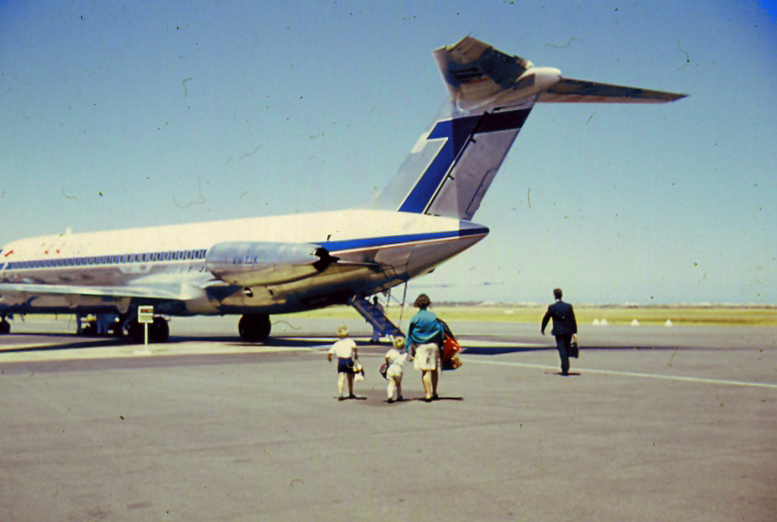
Посадка пасажирів на льотному полі у 1967 році; це тривало для пасажирів внутрішніх рейсів до 2006 року.

У липні 2007 року були оприлюднені плани розширення аеропорту, які включають знесення старої будівлі терміналу та будівництво нових телескопічних трапів.

## Будівля терміналу

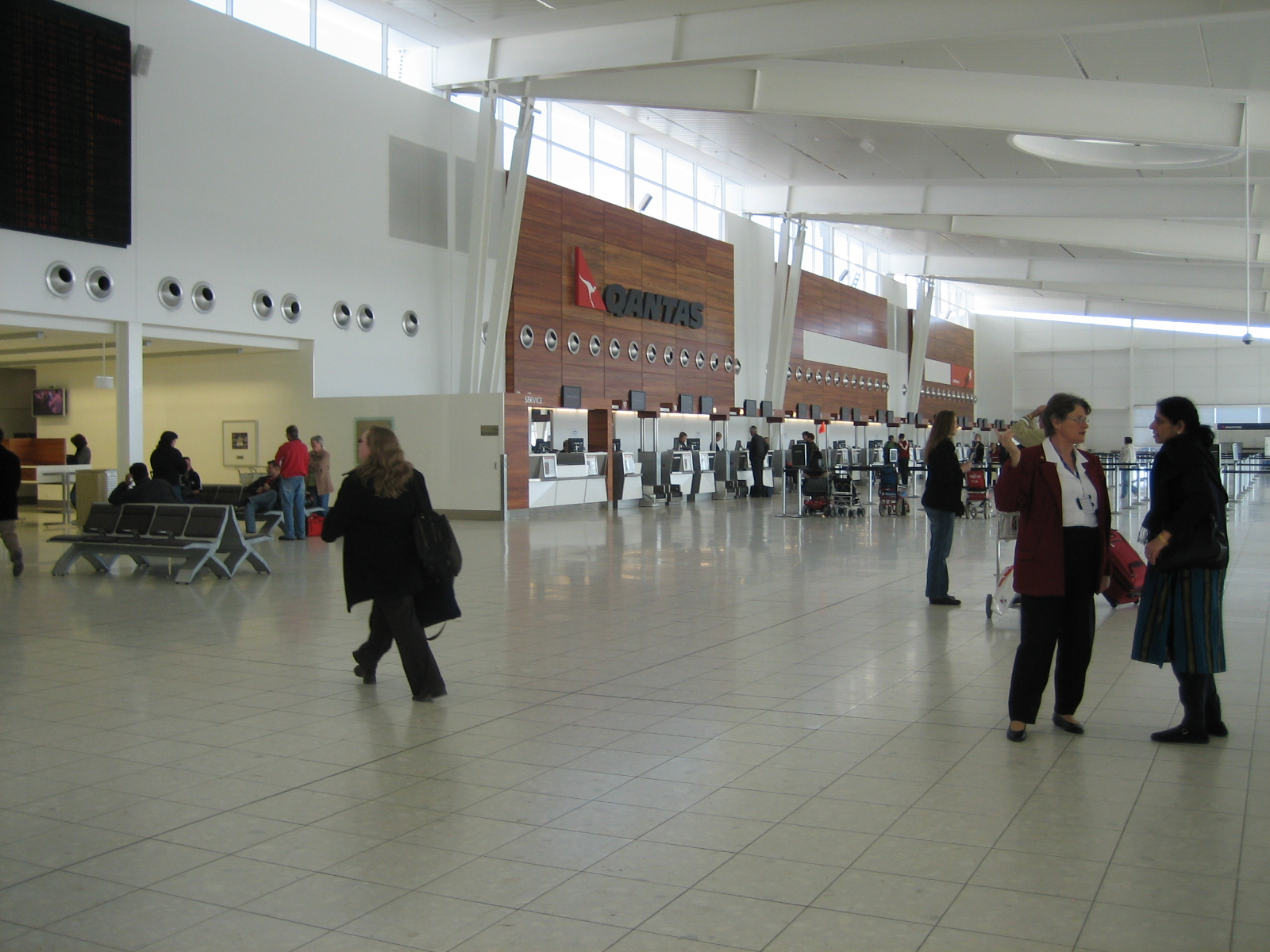
Столи прибуття авіакомпанії Квентес у першому терміналі аеропорту

У 2005 році в аеропорту була проведена реконструкція, загальна вартість якої склала 260 мільйонів доларів США. Роботи проводила будівельна компанія Хенсен Юнкен. До проведення реконструкції стару будівлю аеропорту часто критикували за тісноту і недолік телескопічних трапів.
Було розроблено кілька пропозицій щодо доведення будівлі аеропорту до світового рівня. Остаточну пропозицію, було висунуто у 1997 році, яка передбачала будівництво великої будівлі терміналу, яка об'єднає і внутрішні і міжнародні рейси під одним дахом. Поєднання різних несприятливих факторів, основним з яких стало банкрутство авіакомпанії Енсетт Австралія, яка фінансувала значну частину проекту, призвело до того, що реалізація проекту реконструкції була відкладена до укладання нових угод у 2002 році.
Новий термінал відкрив 7 жовтня 2005 року прем'єр-міністр Австралії Джон Ґовард і прем'єр-міністр штату Південна Австралія Майк Ранн. Проте, незабаром управляюча аеропортом компанія ТОВ «Аеропорт Аделаїда» оголосила, що використовувати нову будівлю терміналу зможуть лише міжнародні перевізники через проблеми з паливно-заправними комплексами, а саме насосами і підземними трубами. Складності були викликані застосуванням антикорозійної речовини з внутрішньої сторони труб і насосів, а також з наявністю залишків будівельного сміття в трубах. Хоча заправка міжнародних і регіональних рейсів (з грудня 2005 року) здійснювалася безпосередньо з танкерів, брак місця і проблеми із забезпеченням безпеки унеможливили таку ж практику у відношенні до літаків, які виконують внутрішні рейси: вони продовжували використовувати старий термінал. Паливо-заправний комплекс аеропорту був урешті-решт очищений і всі рейси були переведені в новий термінал 17 лютого 2006 року.

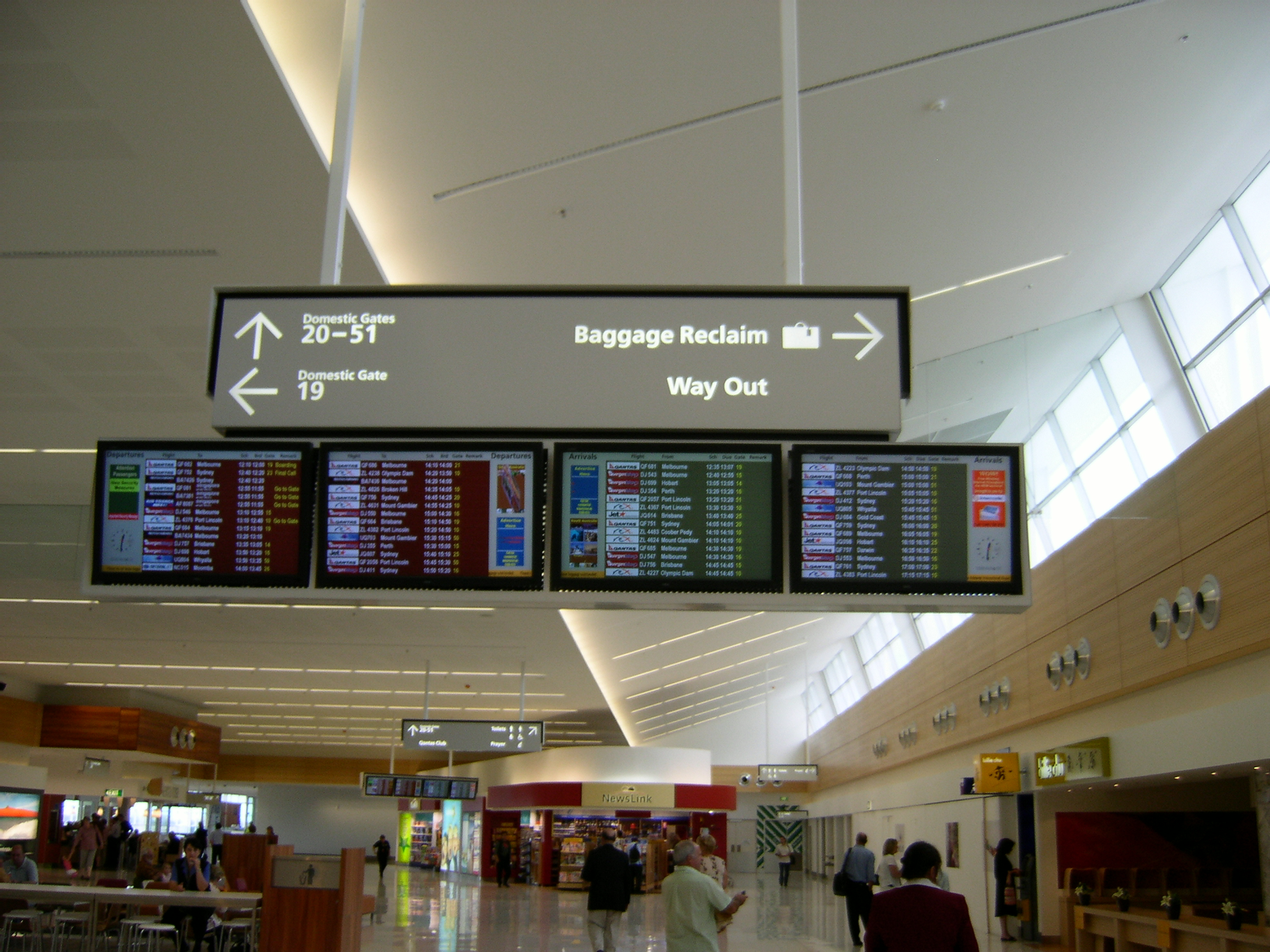
Головна зала першого терміналу

Довжина нового терміналу аеропорту становить приблизно 850 метрів, він здатний обслуговувати 27 літаків одночасно, в тому числі і Аеробус A380. Пропускна спроможність аеропорту становить 3 000 пасажирів на годину. У будівлі розташовані бізнес-зали авіакомпаній, термінал обладнаний 14 телескопічними трапами, має 42 спільних стійки реєстрації та 34 магазина. Безкоштовний бездротовий інтернет доступний в усьому будинку. Аеропорт Аделаїди став першим в Австралії, який запропонувала пасажирам таку послугу.

## Авіалінії та напрямки
| Авіалінії                                       | Сполучення |
| ----------------------------------------------- | --- |
| Air New Zealand                                 | Окленд. |
| Alliance Airlines                               | Балера, Мумба, Олімпік Дам.                                                                                              |
| Cathay Pacific                                  | Гонконг. |
| China Southern Airlines                         | Гуанчжоу |
| Cobbham Aviation Services Australia             | Порт-Огаста), Промінент Хіллс                                                                                            |
| Emirates Airline                                | Дубай |
| [[Fly Pelican (у співпраці з Alliance Airlines) | |
| Джетстар Ейрвейс                                | Брисбен, Голд-Кост, Дарвін, Кернс, Мельбурн, Перт, Сідней.                                                               |
| Авіалінії Малайзії                              | Куала-Лумпур. |
| Cobham Aviation Services                        | Беллера, Мумба. |
| Квентес                                         | Брисбен, Канберра, Дарвін, Еліс Спрінгс, Келгурлі-Боулдер, Мельбурн, Олімпік Дам, Перт, Порт Лінкольн, Сідней, Сінгапур. |
| Реджіонал Експрес                               | Брокен Хілл, Цедуна, Кубер-Педі, Кінгскот, Моунт Гембієр, Порт Лінкольн, Уайалла.                                        |
| Sharp Airlines                                  | Авалон, Мілдура, Порт-Огаста, Портленд.                                                                                  |
| Авіалінії Сінгапура                             | Сінгапур. |
| Тігер Ейрвейс Австралія                         | Брисбен, Голд-Кост, Еліс Спрінгс, Канберра, Мельбурн, Перт, Сідней.                                                      |
| Вірджин Блай                                    | Брисбен, Брум, Голд-Кост, Денбасар, Канберра, Мельбурн, Австралія, Перт, Сідней.                                         |

### Вантажні перевезення
| Авіалінії                | Сполучення          |
| ------------------------ | ------------------- |
| Australian air Express   | Мельбурн.           |
| Singapore Airlines Cargo | Сінгапур, Мельбурн. |
| Toll Priority            | Мельбурн.           |